# Église Notre-Dame-de-l'Assomption de Lembeye
L'église Notre-Dame-de-l'Assomption de Lembeye est un édifice religieux situé à Lembeye dans le département français des Pyrénées-Atlantiques.

## Présentation
L'église du XVe siècle est classée au titre des monuments historiques depuis le 31 janvier 2011.